# Бурханов, Геннадий Сергеевич
Генна́дий Серге́евич Бурха́нов (18 сентября 1932, Москва — 4 января 2021, там же) — советский и российский материаловед. Член-корреспондент Российской академии наук, профессор, доктор технических наук, заведующий лабораторией физикохимии тугоплавких и редких металлов и сплавов Института металлургии и материаловедения им. А. А. Байкова РАН. Дважды лауреат Государственной премии СССР, лауреат Государственной премии Российской Федерации.

## Биография
Г. С. Бурханов родился 18 сентября 1932 в Москве в семье научного работника и учительницы средней школы.
В 1950 году окончил московскую среднюю школу № 417.
В 1955 году окончил технологического факультета Московского института стали. С третьего курса начал заниматься научной работой на кафедре металловедения и термической обработки металлов. Успешно защитил дипломную работу, посвящённую исследованию кристаллизации и свойств многотонных высоколегированных стальных слитков и был рекомендован в аспирантуру.
Вся научная деятельность Г. С. Бурханова связана с ИМЕТ АН СССР/РАН:
В 1955—1963 годах аспирант, затем младший научный сотрудник. 
В 1961 году защитил кандидатскую диссертацию на тему «Исследование сплавов титана с редкоземельными металлами». Кандидат технических наук.
В 1963—1984 годах старший научный сотрудник, с 1984 — заведующий лабораторией физикохимии тугоплавких и редких металлов и сплавов.
В 1975 году присуждена учёная степень доктора технических наук за физико-химическое исследование высокочистых монокристаллов тугоплавких металлов и разработку на их основе материалов с заданным комплексом свойств, присвоено учёное звание профессора (1986).
В 2000 году избран членом-корреспондентом Российской академии наук.
Умер в 2021 году. Похоронен в Москве на Введенском кладбище.

## Научная деятельность
Г. С. Бурханов — видный учёный в области физикохимии и технологии получения высокочистых металлических материалов, в том числе высокотемпературных, на основе тугоплавких и редких металлов. Ему принадлежит заслуга в развитии физико-химической теории очистки металлов и роста металлических монокристаллов. Профессором Бурхановым исследованы закономерности изменения свойств металлических веществ в зависимости от химического и фазового состава, параметров структуры и различного рода внешних воздействий. Он стал одним из инициаторов широкого использования этих веществ в фундаментальных исследованиях в области физики твёрдого тела и ядерной физики. Г. С. Бурхановым сформулированы основы металловедения высокочистых тугоплавких и редких металлов и сплавов.
￼
Вся научная и научно-организационная деятельность Г. С. Бурханова связана с решением важных задач — научно-технических, оборонных, экологических, с инновационными разработками наукоемких технологий и материалов. На основе выполненных профессором Г. С. Бурхановым с сотрудниками фундаментальных исследований разработаны высокостабильные металлические материалы, способные работать в экстремальных условиях, разработаны технологии их получения и организовано промышленное производство. Применение этих материалов позволило решить ряд важнейших научно-технических задач. В настоящее время Г. С. Бурхановым и сотрудниками совместно с ведущими научными и производственными организациями России ведутся работы по созданию материалов нового поколения, в том числе наноструктурированных. Предложены принципиально новые материалы с комбинированными нано- и монокристаллическими структурами.

### Основные направления научной деятельности
- Физико-химический анализ металлических систем

Выполнен большой комплекс работ, связанных с исследованием диаграмм состояния и диаграмм «состав-свойства» с участием тугоплавких, платиновых и редкоземельных металлов. Установлен ряд аномальных эффектов изменения эмиссионных, сверхпроводящих и механических свойств. Полученные результаты послужили научным фундаментом для определения оптимального состава сплавов и режимов их получения и обработки.
- Процессы кристаллизации и глубокой очистки металлических веществ; выращивание металлических монокристаллов

Дальнейшее развитие получила теория зонной очистки, что позволило оптимизировать режимы зонной плавки, в том числе применительно к тугоплавким системам. Предложен новый метод и разработана технология получения крупных монокристаллов тугоплавких металлов и сплавов с применением плазменного нагрева из расплава. Получены монокристаллы вольфрама массой до 10 кг. Совместно с ООО «НПО Магнетон» разработана технология и организовано производство постоянных магнитов с монокристаллической матрицей, которые отличаются рекордной температурно-временной стабильностью. Совершенствование метода дистилляции и сублимации применительно к редкоземельным металлам позволило снизить содержание каждой из газообразующих примесей до 10−3 ат. %, а отдельных металлических примесей — до 10−6 ат. %.
- Синтез интерметаллидов, карбидов, боридов, карбоборидов, исследование взаимосвязи их физических свойств с примесным составом и структурой

Из расплава впервые получены массивные монокристаллы тугоплавких карбидов, боридов и карбоборидов, в том числе двойной карбид тантала и гафния с рекордной температурой плавления среди всех известных синтезированых веществ (≈ 4500° С). Показана перспективность их применения в качестве износостойких элементов, термоэмиссионных и термоэлектрических преобразователей энергии. Синтезированы новые интерметаллиды редкоземельных металлов с уникальными магнитными свойствами и высокой температурной стабильностью.
- Сверхпроводимость и магнетизм металлических веществ

Синтезированы сложные бориды редкоземельных и платиновых металлов, на примере которых показана принципиальная возможность сосуществования в одном веществе сверхпроводимости и магнетизма, а также в ряде случаев положительное влияние магнитной подсистемы на повышение термодинамической устойчивости сверхпроводящего состояния.
- Мембраны для очистки водорода и катализа процессов гидрирования и дегидрирования, из сплавов на основе палладия

В числе полученных результатов: разработана серия сплавов палладия с другими редкими металлами и технология получения из них фольги толщиной до 30 мкм. Плоские фильтрующие элементы мембранного типа, в которых используется такая фольга, проницаемы только для атомов водорода. Они обеспечивают получение водорода чистой 99,999 9 об. % из сбросовых газов химического и металлургического производств, а также экологическую безопасность при производстве продуктов, потребляемых человеком.
- Функциональные металлические наноматериалы

Разрабатываются мембраны различного назначения, СВЧ-поглощающие ламинаты, наноструктурированные постоянные магниты и т. п.
- Высокочистые металлические материалы для фундаментальных исследований

Получены высокочистые монокристаллы тугоплавких металлов и некоторых их изотопов, а также монокристаллы соединений, которые использовались в исследованиях в области ядерной физики и физики конденсированного состояния. Например, монокристалл изотопа вольфрама 186W был использован для изучения слабого электрон-нейтронного взаимодействия. По сравнению с применявшимся ранее порошковым вольфрамом измеряемый эффект увеличился в 100 раз.

## Педагогическая и научно-организационная деятельность
Под руководством и при научном консультировании Г. С. Бурханова защищено 20 кандидатских и 7 докторских диссертаций. В 1992—2000 он был членом Специализированного совета по присуждению учёных степеней кандидата и доктора химических наук по специальности «химия высокочистых веществ», с 2001 — по специальности «физическая химия» при Институте химии высокочистых веществ РАН (Нижний Новгород). В настоящее время является председателем Диссертационного совета Д.002.060.02 по специальностям «обработка металлов давлением» и «порошковая металлургия и композиционные материалы» (технические науки) при ИМЕТ РАН. Регулярно организует научные конференции, совещания, семинары, принимает участие в организации школ молодых учёных.
С 1985 по 1990 Г. С. Бурханов являлся председателем Межведомственной комиссии по качеству вольфрамовой и молибденовой проволоки, созданной по распоряжению заместителя Председателя Совета министров СССР академика Г. И. Марчука. Председатель секции «Высокочистые металлические материалы» Научного совета АН СССР/РАН по химии высокочистых веществ. Член металлургической секции Комитета по присуждению премий Ленинского комсомола (1985—1990). Член редколлегии журнала «Высокочистые вещества», а с 1992 — редколлегии журнала «Неорганические материалы». С 2006 — член редсовета журнала «Все материалы».
В соавторстве и лично выпустил более 600 научных публикаций, в том числе 10 монографий и справочник, имеет 20 патентов и авторских свидетельств.

## Признание
- 1968: Государственная премия СССР[5] за разработку материалов для новых образцов электронной техники;
- 1970: медаль «За доблестный труд. В ознаменование 100-летия со дня рождения В. И. Ленина»;
- 1986: Государственная премия СССР[5] за разработку материалов и изделий из них на основе легированных монокристаллов тугоплавких металлов для новых образцов техники (совместно с работниками отраслевых институтов и промышленных предприятий);
- 1986: медаль «Ветеран труда»;
- 1995: избран действительным членом Американской академии наук;
- 1997: медаль «В память 850-летия Москвы»;
- 1999: Государственная премия Российской Федерации[6] за разработку и промышленное освоение новой ресурсосберегающей технологии производства литых кобальтосодержащих постоянных магнитов, в том числе монокристаллических;
- 2000: избран членом-корреспондентом Российской Академии наук;
- 2003: избран действительным членом Академии инженерных наук им. А. М. Прохорова.

## Список наиболее известных научных трудов
1. Металловедение тугоплавких металлов и сплавов. — М.: Наука, 1967. — 323 с.: рис., табл. — Соавт.: Е. М. Савицкий.
2. Металловедение сплавов тугоплавких и редких металлов. — 2-е изд., перераб. и доп. — М.: Наука, 1971. — 354 с.: рис., табл. — Кн. пер. на англ. яз. — Соавт.: Е. М. Савицкий.
3. Монокристаллы тугоплавких и редких металлов и сплавов. — М.: Наука, 1972. — 259 с.: рис., табл. — Соавт.: Е. М. Савицкий.
4. Physical metallurgy of refractory metals and alloys. — N. Y.: Cons. Bureau, 1975. — 356 p. — Co-aut.: Savitsky E.M.
5. Редкие металлы и сплавы. Физико-химический анализ и металловедение. — М.: Наука, 1980. — 255 с., 1 л. цв. рис.: рис., табл. — Библиогр.: 561 назв. — Соавт.: Е. М. Савицкий.
6. Плазменное выращивание тугоплавких монокристаллов. — М.: Металлургия, 1981. — 199 с., 2 л. рис.: рис., табл. — Библиогр.: 216 назв. — Совм. с др.
7. Свойства элементов: Справочник. — М.: Металлургия, 1985. — 671 с. — Совм. с др.
8. Тугоплавкие металлы и сплавы. — М.: Металлургия, 1986. — 352 с.: рис., табл. — Библиогр.: 450 назв. — Совм. с др.
9. Материалы высокотемпературной термометрии. — М.: Металлургия, 1986. — 205 с.: рис., табл. — Библиогр.: 172 назв. — Соавт.: И. П. Куритнык, Б. И. Стаднык.
10. Высокочистые тугоплавкие и редкие металлы. — М.: Наука, 1993. — 223 с.: рис., табл. — Библиогр.: 283 назв. — Соавт.: Г. Г. Девятых.
11. High-purity refractory and rare metals. — Cambridge: Intern. sci. publ., 1997. — 202 p.: fig., tab. — Bibliogr.: 283 ref. — Co-aut.: G.G. Devyatykh.
12. Коллектив авторов. Энциклопедический словарь по металлургии : Справочное издание : в 2 т. / гл. ред. Н. П. Лякишев. — М. : «Интермет Инжиниринг», 2000. — Т. [1 — 2]. — 500 экз.
13. Металлические монокристаллы. — М.: ЭЛИЗ, 2002. — 311 с., 1 л. портр.: рис., табл. — Библиогр.: 427 назв. — Соавт.: Н. П. Лякишев.
14. Перспективы использования палладия и его сплавов для очистки водорода и разделения его изотопов с целью обеспечения новых технологических процессов. — Журнал «ДМДК». — № 1, 2003. — С.116—119. — Соавт.: Н. Р. Рошан, Н. Б. Горина, Н. Л. Кореновский.
15. Effekt of hydrogenation onspin-reorientation phase tran-sitions in R2Fe14BHx (R = Y, Ho, Er) compounds. «Hydrogen Material Science and Chemistry of Carbon Nanomaterials», II/172, NATO Science Series; II. Mathematics, Physics and Chemistry, N. Vezirolu et. al. (eds), Kluwer Academic Publishers, Netherlands, 2004. — S. 553—556. — Со-aut.: I.S. Tereshina, O.D. Chistyakov, N.B. Kolchugina, S.A. Nikitin, H. Drulis
16. Теплоёмкость высокочистых иттрия и лютеция в интервале. — 2—15° K. — Неорганические Материалы, 2004. — Т. 40, № 2. — C. 1—4. — Соавт.: Г. Г. Девятых, А. В. Гусев, А. М. Гибин и др.
17. Структура, сверхпроводящие и магнитные свойства боридов родия состава Y1-xDyxRh4B4. — Журнал «Неорганические материалы». — 2005. — Том 41, № 6. — С. 1—6. — Соавт.: С. А. Лаченков, Г. М. Кузьмичёва, Ю. К. Ковнеристый, Е. П. Хлыбов.
18. Effect of the directional crystallization microstructure of Ti-46Al-5Nb-1W. — Journal of Guangdong non-ferrous metals (Selected Proc. of the 8th Chine-Russia Symp. On New Materials and Technologies, Guangzhou, Chine, Nov. 2—5, 2005). — 2005. — Vol. 15, № 2, 3. — pp. 323—328. — Со-aut.: V.A. Kuz’mishev, A.R. Kadyrbaev, V.M. Kirillova, J. Drapala, K. Buinoshova.
19. Фундаментальные и прикладные научные проблемы использования особочистых материалов в источниках света с целью повышения их эффективности и энергосбережения. — Тематическое приложение «Функциональные материалы» к Горному информационно-аналитическому бюллетеню. — Изд-во Московского государственного Горного Университета. — 2005. — C. 103—113. — Соавт.: В. С. Мордюк, Б. Н. Мордюк, В. В. Буряк.
20. Электролизный способ наполнения натрием электроламп. — Тематическое приложение «Функциональные материалы» к Горному информационно-аналитическому бюллетеню. — Изд-во Московского государственного Горного Университета. — 2005. — С. 113—116. — Соавт.: Ю. К. Ковнеристый, Ю. С. Бурханов.
21. Металлические монокристаллы в науке и технике. — Тематическое приложение «Функциональные материалы» к Горному информационно-аналитическому бюллетеню. — Изд-во Московского государственного Горного Университета. — 2005. — С. 143—159. — Соавт.: И. В. Беляев.
22. Сода как твердый электролит и катализатор. — Неорганические Материалы, 2005. — Т. 41, 39. — С. 1130—1132. —- Соавт.: Ю. К. Ковнеристый, Ю. С. Бурханов.
23. High-purity rare-earth metals: preparation, properties, and application. — Journal of Guangdong non-ferrous metals (Selected Proc. of the 8th Chine-Russia Symp. On New Materials and Technologies, Guangzhou, Chine, Nov. 2—5. — 2005. — Vol. 15, № 2, 3, рр. 332—335. — Со-aut.: N.B. Kolchugina, O.D. Chistyakov, Yu. S. Burkhanov.
24. Определение коэффициентов распределения компонентов в системе W-Re-сплавов. — Тематическое приложение «Функциональные материалы» к Горному информационно-аналитическому бюллетеню. — Изд-во Московского государственного Горного Университета. — 2005. — С. 295—307. — Соавт.: Я. Драпала, К. Буйношкова, Н. Б. Кольчугина.
25. Сверхпроводимость и магнетизм в системе Y-Dy-Rh-B. Изучение конкурирующих явлений. — Тематическое приложение «Функциональные материалы» к Горному информационно-аналитическому бюллетеню. — Изд-во Московского государственного Горного Университета. — 2005. — С. 309—332. — Соавт.: С. А. Лаченков, Ю. К. Ковнеристый, Е. П. Хлыбов и др.
26. Высокочистые редкоземельные металлы — резерв для создания нового класса материалов функционального назначения. — «Материалы для пассивных радиоэлектронных компонентов». (Труды международной научно-техн. конференции), ФГУП «НИИЭМП», Пенза, 3—6 окт. 2005. —С. 3—23.
27. Монокристаллические постоянные магниты. — «Материалы для пассивных радиоэлектронных компонентов». (Труды международной научно-техн. конференции), ФГУП «НИИЭМП», Пенза, 3—6 окт. 2005. — С. 190—197. — Соавт.: И. В. Беляев.
28. Очистка редкоземельных металлов цериевой подгруппы. — «Материалы для пассивных радиоэлектронных компонентов». (Труды международной научно-техн. конференции), ФГУП «НИИЭМП», Пенза, 3—6 окт. 2005. — С. 226—274. — Соавт.: Н. Б. Кольчугина, О. Д. Чистяков и др.
29. Магнитострикционные свойства сплава Tb-Dy-Fe с направленной структурой. — «Материалы для пассивных радиоэлектронных компонентов». (Труды международной научно-техн. конференции), ФГУП «НИИЭМП», Пенза, 3—6 окт. 2005. — С. 266—274. —- Соавт.: Г. А. Политова, С. А. Никитин и др.
30. Влияние гидрирования на магнитные фазовые переходы в монокристалле Er2Fe14B. — Доклады РАН, сер. «Техническая физика», 2005, т. 403, № 2, с. 183—186. — Соавт.: И. С. Терешина, О. Д. Чистяков и др.
31. Взаимодействие водорода с интерметаллическими соединениями Sc2Al и Sc2Ni. — Ж. «Неорганические материалы», 2006, т. 42, № 5, с. 551—555. —- Соавт.: Н. Б. Кольчугина, О. Д. Чистяков и др.
32. Термодинамический анализ дистилляционных процессов очистки металлов. — Доклады РАН, сер. «Физическая химия», 2006, т. 409, № 6. — С. 242—246. — Соавт.: Ю. К. Ковнеристый, Ю. С. Бурханов.
33. Сплавы палладия для водородной энергетики. — Российский химический журнал (Журнал Российского химического общества им. Д. И. Менделеева), 2006, том 1. — С. 36—43. — Соавт.: Н. Б. Горина, Н. Б. Кольчугина, Н. Р. Рошан.
34. Возможность триплетного спаривания в системе твердых растворов Dy1-xYxRh4B4. —- Горный информационно-аналитический бюллетень. — Изд. МГГУ, Москва. — 2007 — C. 47—61. — Соав.: Е. П. Хлыбов, А. Залески и др.
35. Вещества со спиновой переориентацией как основа термомагнитных датчиков. — Журнал функциональных материалов, 2007, т. 1, № 5, стр. 180—185. — Соав.: И. С. Терешина, Е. А. Терешина, С. А. Никитин.
36. Аномальное поведение верхних критических магнитных полей сверхпроводников DyxY1-xRh4B4. — Доклады Академии Наук, 2007, том 416, № 5, с.1—6. — Соавт.: Ю. К. Ковнеристый, С. А. Лаченков, Е. П. Хлыбов.
37. Результаты прикладных исследований в области водородной мембранной технологии. — Цветные металлы, 2007, № 1, с. 36—38. — Соавт.: М. Н. Сивков, И. Н. Саханская и др.
38. Сплавы палладия с редкоземельными металлами — перспективные материалы для водородной энергетики. — Тяжелое машиностроение, 2007, № 11. — Соавт.: Н. Б. Горина, Н. Б. Кольчугина и др.
39. Современные подходы к созданию функциональных металлических материалов. — Материаловедение, 2008, № 1. — С. 1—10. — Соавт.: Ю. С. Бурханов.
40. Получение меди, цинка, ртути, никеля и кобальта из их сульфидов электролизом в водных растворах постоянного состава. — Журнал Перспективные материалы. Специальный выпуск, март, 2008. Труды XIX Международной конференции "Материалы с особыми физическими свойствами и магнитные системы, 1—5 октября 2007, Суздаль. — С. 33—36. — Соавт.: Ю. С. Бурханов, В. В. Шаталов.
41. Сверхпроводимость и магнитные аномалии некоторых соединений системы Y-Dy-Rh-B. — Журнал Перспективные материалы. Специальный выпуск, март, 2008. Труды XIX Международной конференции "Материалы с особыми физическими свойствами и магнитные системы, 1—5 октября 2007, Россия, Суздаль. — С. 51—55. — Соавт.: Е. П. Хлыбов, А. Залески и др.
42. Субструктура и свойства толстых пленок палладия. — Металлы, № 1, 2008. — С. 95—102. — Соавт.: В. М. Иевлев, Е. К. Белоногов и др.
43. Высокочистые металлические вещества для фундаментальных исследований и функциональных материалов. — «Перспективные материалы», специальный выпуск, декабрь 2008. Труды I Международной конференции «Функциональные наноматериалы и высокочистые вещества», 29 сент. — 3 окт. 2008, Суздаль.
44. Литий и другие щелочные металлы. Некоторые особенности их химических свойств и взаимодействия с алюминием и медью. — «Перспективные материалы», специальный выпуск, декабрь 2008. Труды I Международной конференции «Функциональные наноматериалы и высокочистые вещества», 29 сент. — 3 окт. 2008, Суздаль. — Соавт.: Ю. С. Бурханов.
45. Изучение стойкости монокристаллов низколегированных сплавов на основе вольфрама и молибдена при термоциклировании в аргоне. — «Перспективные материалы», специальный выпуск, декабрь 2008. Труды I Международной конференции «Функциональные наноматериалы и высокочистые вещества», 29 сент. — 3 окт. 2008, Суздаль. — Соавт.: К. Скотникова, Я. Драпала и др.
46. Изучение особенностей окисления вольфрама, легированного платиной в ламинарных потоках воздуха. — «Перспективные материалы», специальный выпуск, декабрь 2008. Труды I Международной конференции «Функциональные наноматериалы и высокочистые вещества», 29 сент. — 3 окт. 2008, Суздаль. — Соавт.: О. В. Демьяненко, Н. Л. Кореновский.
47. Магнитные фазовые превращения и сверхпроводимость в системе Dy1-xYxRh4B4. — «Перспективные материалы», специальный выпуск, декабрь 2008. Труды I Международной конференции «Функциональные наноматериалы и высокочистые вещества», 29 сент. — 3 окт. 2008, Суздаль. — Соавт.: Е. П. Хлыбов, В. М. Дмитриев и др.
48. О соединениях Al-Na, Al-Ka, Si-Zn, Si-Sn. — Металлы, 2009, № 5, с. 86—88. — Соавт.: Ю. С. Бурханов.
49. Особенности фазовых переходов магнитного сверхпроводника (Dy0,8Y0,2)Rh4B4. — «Металлы», № 3, с. 79—83. — Соавт.: С. А. Лаченков, Е. П. Хлыбов.
50. Влияние магнитной подсистемы на усиление сверхпроводимости в тройных боридах родия. — Перспективные материалы, 2010. — Соавт.: С. А. Лаченков, Е. П. Хлыбов.
51. О возможности химического взаимодействия цинка и олова с кремнием и его диоксидом. — Журнал «Химическая технология», № 2. — 2010. — Соавт.: Ю. С. Бурханов, А. В. Гусев.

## Основные авторские свидетельства и патенты
- А. с. 201682. Способ получения молибденовой проволоки. — № 1102375/22—1; Заявл. 6.09.66; Опубл. 8.09.67 // Изобрет., пром. образцы, товар. знаки. — 1967. — № 18. — С. 107. — Соавторы: Савицкий Е.М,  Бурханов Г. С., Бокарева Н.Н, Грохонинский А С, Копецкий Ч В, Оттенберг Е В.
- А. с. 232214. Способ получения монокристаллов тугоплавких металлов и сплавов. — № 1150707/22—1; Заявл. 12.04.67; Опубл. 26.03.71 // Открытия, изобрет., пром. образцы, товар. знаки. — 1971. — № 12. — С. 237. — Соавт.: Савицкий Е. М., Бурханов Г С,. Баранов Л.Г, Раскатов Н. Н..
- А. с. 815047. Устройство для сверхбыстрой закалки расплавленных металлов. — № 2636792/22—02; Заявл. 30.06.78; Опубл. 23.03.81 // Открытия, изобрет., пром. образцы, товар. знаки. — 1981. — № 11. — С. 109. — Соавт.:ШИШИН ВИКТОР МИХАЙЛОВИЧ, КУЛАПОВ АНАТОЛИЙ КОНСТАНТИНОВИЧ, БУРХАНОВ ГЕННАДИЙ СЕРГЕЕВИЧ, ДУБСОН ЛЮСЯ ИОСИФОВНА, БЫСТРОВ АНАТОЛИЙ БОРИСОВИЧ
- А. с. 1013769. Способ получения монокристаллической проволоки. — № 3278737/18—10; Заявл. 22.04.81; Опубл. 23.04.83 // Открытия, изобрет. — 1983. — № 15. — С. 171. — Соавт.: КУРИТНЫК ИГОРЬ ПЕТРОВИЧ, СТАДНЫК БОГДАН ИВАНОВИЧ, ГАМУЛА ПАВЕЛ РОМАНОВИЧ, САВИЦКИЙ ЕВГЕНИЙ МИХАЙЛОВИЧ, ХАЙДАРОВ ВЛАДИМИР ВАХИДОВИЧ, КИМ СТАНИСЛАВ, НЕСГОВОРОВ ВЛАДИМИР ВАСИЛЬЕВИЧ, БУРХАНОВ ГЕННАДИЙ СЕРГЕЕВИЧ, ОТТЕНБЕРГ ЕЛЕНА ВИКТОРОВНА
- А. с. 1056314. Способ изготовления температурных ламп накаливания. — № 3480063/24—07; Заявл. 12.08.82; Опубл. 23.11.83 // Открытия, изобрет. — 1983. — № 43. — С. 203. — Соавт.: РУЧИН ВЛАДИМИР ИВАНОВИЧ, СИНИЦЫН ГЕННАДИЙ ФЕДОРОВИЧ, МОРДЮК ВЛАДИМИР СЕМЕНОВИЧ, БУРХАНОВ ГЕННАДИЙ СЕРГЕЕВИЧ, ВДОВИН НИКИФОР СТЕПАНОВИЧ
- А. с. 1106991. Дозатор сыпучих материалов. — № 2825400/18—10; Заявл. 10.10.80; Опубл. 07.08.84 // Открытия, изобрет. — 1984. — № 29. — С. 118. — Соавт.: ШИШИН ВИКТОР МИХАЙЛОВИЧ, КУЛАПОВ АНАТОЛИЙ КОНСТАНТИНОВИЧ, САВЕЛЬЕВА ИРИНА НИКОЛАЕВНА, ДЕМЕНТЬЕВ ВЛАДИМИР АРКАДЬЕВИЧ, ЛЕПЕС АЛЕКСАНДР АМОСОВИЧ, СМИРНОВ ВЛАДИМИР ВАЛЕНТИНОВИЧ, БУРХАНОВ ГЕННАДИЙ СЕРГЕЕВИЧ
- А. с. 1491901. Сплав на основе палладия. — № 4285821/23—02; Заявл. 17.07.87; Опубл. 07.07.89 // Открытия, изобрет. — 1989. — № 25. — С. 113. — Соавт.: ПАВЛОВА ТАТЬЯНА АНАТОЛЬЕВНА, ГОРИНА НЭЛЛИ БОРИСОВНА, СТАРЦЕВ БОРИС ПЕТРОВИЧ, БУРХАНОВ ГЕННАДИЙ СЕРГЕЕВИЧ, ЧУКИН ИВАН ДМИТРИЕВИЧ, КЛЮЕВА ИНЕССА БОРИСОВНА, ГУСЕВ ЮРИЙ ПЕТРОВИЧ
- А. с. 1484182 . Материал для автоэмиссионного катода. — № 4308080/21; Заявл. 21.09.87; Опубл. 15.02.94 // Изобретения. — 1994. — № 3. — С. 205. — Соавт.: Бармин Ю. В., Буров И. В., Бурханов Г.С., Вавилова В. В., Золотухин И. В., Ковнеристый Ю. К., Лазарев М. Ю., Литвак Л. Н., Чупина М. С.
- Пат. 2126290 РФ. Мембранный узел для разделения газов. — № 96109217/25; Заявл. 20.05.96; Опубл. 20.02.99 // Изобретения. — 1999. — № 5. — С. 500. — Соавт.:Прохоров А. М., Лякишев Н. П., Бурханов Г.С., Дементьев В. А., Кореновский Н. Л., Калинушкин В. П., Петров Г. Н., Чертков М. П., Жуковский А. Я.
- Пат. 2138877 РФ. Материал термоэмиттера для поверхностной ионизации органических соединений на воздухе и способ его активации. — № 97113927/02; Заявл. 12.08.97; Опубл. 27.09.99 // Изобретения. — 1999. — № 27. — С. 393. — Соавт.: Бурханов Г.С.(RU), Кореновский Н. Л.(RU), Короленко И. И.(RU), Кузьмищев В. А.(RU), Лякишев Н. П.(RU), Манохин И. К.(RU), Назаров Эркинджан Ганиджанович (UZ), Палицин Владимир Витальевич (UZ), Прохоров А. М.(RU), Расулев Уткур Хасанович (UZ), Фесенко А. В.(RU), Чебышев А. В.(RU), Шумилкин А. В.(RU)
- Пат. 2205394 РФ. Способ анализа органических соединений и устройство для его осуществления. — 27.05.2003. — Соавт.: Лякишев Н. П., Прохоров А. М., Бурханов Г.С., Дементьев В. А., Кореновский Н. Л., Кадырбаев А. Р., Выборнов В. И., Шумилкин А. В., Ганшин В. М., Короленко И. И., Фесенко А. В., Чебышев А. В., Махонин И. К.
- Пат. 2307202 РФ. Способ получения металлов. По заявке 2006113959 от 25.04.2006. — Зарегистрирован в Гос. реестре изобретений РФ 25.04.2007 (19)RU(11) 2 307 202(13) Cl (51) МПК С25С 1/00 (2006.01). — Опублик. 27.09.2007. — Бюл. № 27. — Соавт.: Ковнеристый Юлий Константинович (RU), Бурханов Юрий Сергеевич (RU), Бурханов Геннадий Сергеевич (RU), Шаталов Валентин Васильевич (RU), Мельников Сергей Александрович (RU), Паршин Анатолий Павлович (RU)